# Cynops fudingensis
Cynops fudingensis é uma espécie de anfíbio gimnofiono da família Salamandridae. Está presente na China. A UICN classificou-a como em perigo de extinção.